# Barcelona Open Banco Sabadell 2011
Barcelona Open Banco Sabadell 2011 — тенісний турнір, що проходив на ґрунтових кортах у місті Барселона, Іспанія з 18 квітня. Належав до категорії ATP 500, був турніром серії Відкритий чемпіонат Барселони з тенісу 2011 року.

## Фінальна частина

### Одиночний розряд
Рафаель Надаль —  Давид Феррер 6–2, 6–4

### Парний розряд
Сантьяго Гонсалес /  Скотт Ліпскі —  Боб Браян /  Майк Браян 5–7, 6–2, [12–10]